# Tiva-C LaunchPad

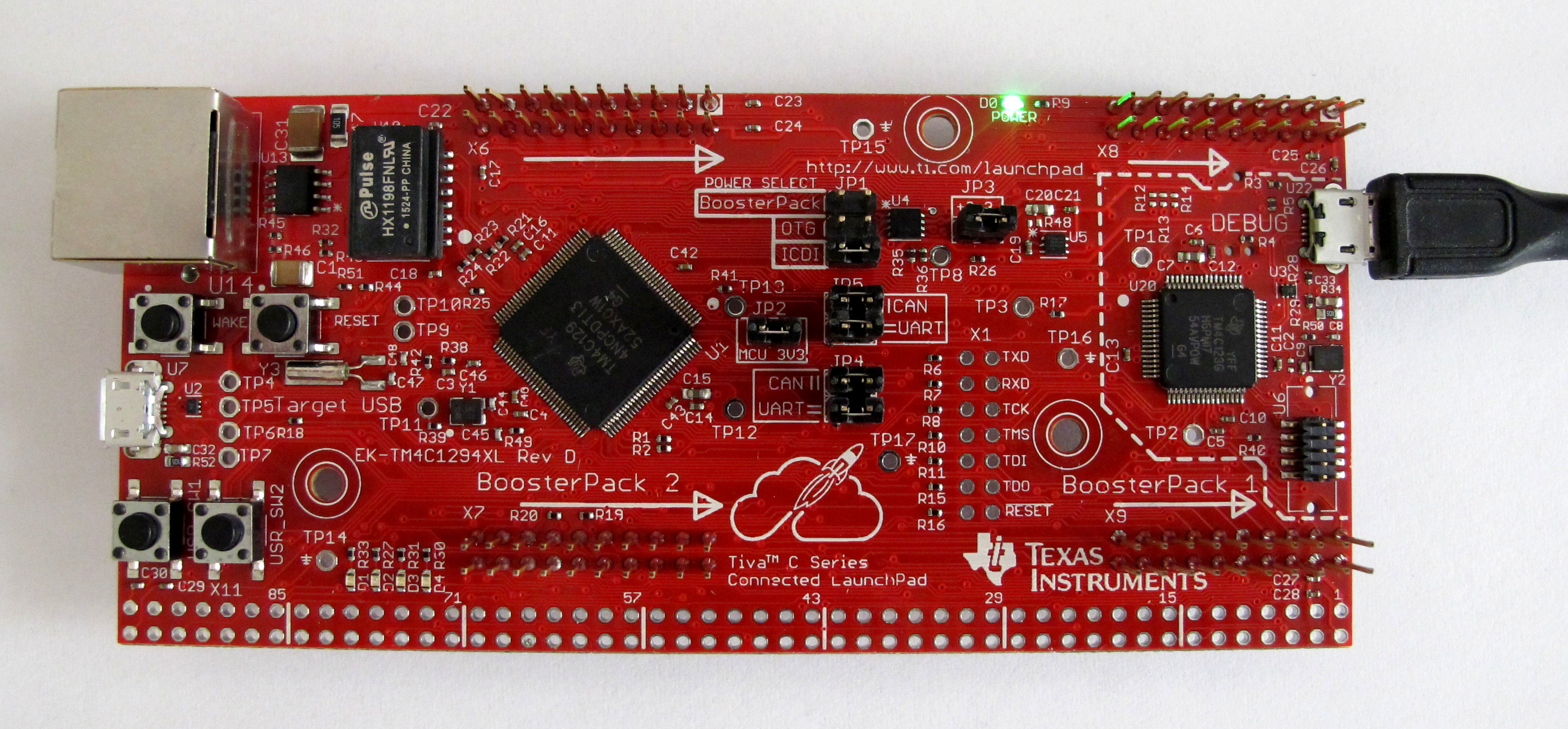
Placa EK-TM4C1294XL

Tiva-C (o TM4C) Launchpad   es una plataforma de prototipos electrónicos basados en una familia de microcontroladores creada por Texas Instruments.  Las placas de prototipos son del tamaño aproximado de una tarjeta de crédito. Están equipadas con un microcontrolador ARM Cortex-M4F, fabricado por Texas Instruments, con una CPU de 32 bits funcionando de 80 a 120 MHz. La TM4C Series TM4C123G LaunchPad es una mejora de la TI de la Stellaris LaunchPad añadiendo opciones de soporte de PWMs para control de movimiento y con soporte de USB Host.
Están equipados con 40 o 80 pines multifunción, es decir, pueden ser configurados como entradas o salidas, digitales o analógicas u otras funciones, permitiendo una gran variedad de aplicaciones.  Sus pines son compatibles con el estándar de 3,3 V.

## Comparación con Arduino
Aparte de la mejor performance de las CPU ARM Cortex-M4F, el reloj es de 80 MHz o 120 (en la versión básica), lo que hace a la placas Tiva-C de 5 a 7 veces más rápidas que los microcontroladores del Arduino UNO, que son ATMEGA328P a 16 MHz.  Al igual que con cualquier Cortex M4, la CPU es compatible con las instrucciones  DSP (Digital Signal Processor), con algunas limitaciones.  En este caso, es capaz de realizar el procesamiento de la señal,  por ejemplo, el muestreo de la voz humana con una buena calidad, capaz de ser procesada en plataformas como Matlab

## Software de programación
Se puede utilizar el lenguaje C con un compilador suministrado por Texas Instruments, utilizar el compilador  GCC (GNU Compiler Collection) o a través del proyecto Energía que es una variante Open Source del entorno de desarrollo integrado (IDE) del Arduino. Tiene un programa bootloader pre-instalado, permitiendo que la placa pueda ser reprogramada mediante un puerto estándar USB 2.0 (que no requiere hardware especial).

## Popularidad
LaunchPad ha alcanzado cierta popularidad entre los aficionados por su flexibilidad, la disponibilidad de software de desarrollo gratuito y la capacidad de reprogramarlo sin usar ningún hardware especial.

## Proyectos LaunchPad
Se han construido Muchos proyectos totalmente utilizables utilizando el LaunchPad como plataforma base, a menudo con pocas o ninguna partes adicionales.  Hay planes para convertir el LaunchPad en un dispositivo portátil ARM-ISP para programar una familia completa de dispositivos ARM. También hay cursos disponibles y libros gran público  para aprender a programar ARM utilizando el lenguaje C, aplicables a cualquier diseño LaunchPad.